# Кокия-Исар
Кокия-Исар — развалины средневекового укрепления XIII—XIV века в Балаклавском районе Севастополя. Находится в юго-западной части Крыма, в 5 км к югу от села Резервное, на вершине мыса Айя, на горе Кокия-Кая (Пётр Кеппен называл её Кешлеме-Кая). Размеры крепости 110 на 70 м, площадь 0,58 гектара, отгорожено стеной длиной около 52 м; южный и северный фланги стены замыкали прямоугольные башни на расстоянии 30 м (южная башня размером 6,5 на 8 м могла служить донжоном), все постройки сложены из бута на песочно-известковом растворе. Ещё недавно стены сохранялись на высоту 4 м при толщине в основании 1,4—1,6 м (сейчас задернованный вал). Изнутри к крепостной стене примыкали различные постройки, на западной оконечности мыса — руины небольшой одноапсидной церкви. Несколько десятилетий на территории исара располагалась воинская часть и от средневековых построек почти ничего не осталось.

## История изучения
Первое упоминание укрепления оставил Пётр Паллас в 1793—1794 годах, также упоминался у Е. Е. Келлера в «Донесении…» 1821 года, описание памятника оставил Пётр Кеппен в работе 1837 года «О древностях южнаго берега Крыма и гор Таврических» — остатки стены толщиной до полутора метров и высотой до 2 саженей и четырёхугольную башню 9 на 6 шагов с четырёхаршинными воротами возле неё. Побывавший в крепости Дюбуа де Монпере описывал её, как «…неправильный треугольник, основанием которого служит стена…», путешественник видел остатки церкви, отмечал, что « мало следов жилья». Василий Христофорович Кондараки считал, что укрепление построено, как укрытие, жителями Кучук-Мускомьи. Николай Эрнст в 1935 году указывал крепость «греко-готской», хорошо сохранившейся и рекомендовал к экскурсионному посещению. О. И. Домбровский считал Кокия-Исар убежищем XIII—XV века для мелких поселений усадебного типа Варнутской долины.
В результате исследований последних лет установлено, что Кокия-Исар — «однослойный» археологический объект XIII века. Появление подобных укреплений в то время историки связывают с татаро-монгольскими вторжениями в Крым (начиная с 1223 года), сельджукской экспансией и переходом горного Крыма в состав Трапезундской империи.